# Luis Felipe Peña
Luis Felipe de Jesús Peña Gutiérrez (* 3. Mai 1972 in Tlaquepaque, Jalisco), auch bekannt unter dem Spitznamen Halconcito, ist ein ehemaliger mexikanischer Fußballspieler auf der Position eines Verteidigers, der seit Jahren als Fußballtrainer im Trainerstab des Club Deportivo Guadalajara arbeitet.

## Laufbahn
Peña Gutiérrez begann seine Profikarriere bei den Leones Negros de la Universidad de Guadalajara, mit denen er in der Saison 1990/91 den mexikanischen Pokalwettbewerb gewann und für die er bis zu deren vorübergehendem Rückzug aus dem Profifußball im Sommer 1994 spielte.
Anschließend wechselte er zum Hauptstadtverein Club América, bei dem er die Saison 1994/95 verbrachte. Seine letzte Station in der höchsten mexikanischen Spielklasse war der CD Veracruz, bei dem Peña von 1995 bis 1997 unter Vertrag stand.

## Erfolge
- Mexikanischer Pokalsieger: 1991